# Michael Stonebraker
Michael R. Stonebraker, född 11 oktober 1943, är en amerikansk datalog specialiserad på forskning kring databasteori.
Stonebraker studerade vid Princeton University, där han tog sin kandidatexamen 1965, samt University of Michigan där han tog filosofie magister- samt doktorsexamen 1967 respektive 1971. Han har mottagit ett antal utmärkelser, däribland IEEE John von Neumann Medal (2005) samt ACM SIGMOD Edgar F. Codd Innovations Award (1992). Stonebraker blev 1994 invald till Fellow i Association for Computing Machinery (ACM) samt 1997 invald till medlem i The National Academy of Engineering (NAE).
Stonebraker är adjungerad professor vid MIT och har innehaft gästprofessurer vid  Pontifico Universitade Catholique i Rio de Janeiro i Brasilien, University of California, Santa Cruz i USA och Universitetet i Grenoble i Frankrike.

## Forskning

### Ingres
Stonebraker började forska kring relationsdatabaser efter ett antal grundläggande verk inom området publicerats av IBM 1973, resultatet av denna forskningen blev ett databassystem vid namn Ingres. Vid mitten av 70-talet var Ingres funktionskomplett nog för användning som databas system men sågs som ett instegsalternativ då dess målsystem var UNIX-baserade system till skillnad från IBM:s stordatorsystem System R. Prestandaskillnaden mellan stordatorer och UNIX-system krympte dock radikalt under 1980-talet vilket ökade marknadens intresse för Ingres.
Ingres var BSD licensierad och därmed tillgänglig för kommersialisering utanför den akademiska världen. Stonebraker lämnade University of California, Berkeley, 1982 för att starta Ingres Corporation och kommersialisera Ingres. Företaget såldes sedermera till Computer Associates 1984 varpå Stonebraker återgick till University of California.
Stonebraker tilldelades tillsammans med Gerald Held och Eugene Wong ACM Software System Award 1988 för arbetet med Ingres.

### Postgres
När Stonebraker återvände till universitetet efter Ingres startade han ett projekt för att arbeta med att lösa de problem han såg med relationsmodellen. Projektet, som kan ses som en uppföljning av Ingres, döptes till Postgres. Även Postgres, likt Ingres, var licensierat och tillgängligt under BSD-licensen. 
1992 lämnade Stonebraker återigen University of California, denna gången för att kommersialisera Postgres i företaget Illustra. Efter en inte nämnvärt uppmärksammad start fick marknaden upp ögonen för Illustra 1995. Illustra köptes kort därefter av Informix vilka inkorporerade Illustras teknologi i sin produktportfölj. 
Postgres utgör den historiska grunden för dagens PostgreSQL projekt (inom vilket Stonebraker ej är involverad).

### Mariposa
Vid Stonebrakers andra återkomst till den akademiska världen startade han projekt Mariposa vilket syftade till att skapa en distribuerad databas baserad på en ekonomisk modell där databasservrar fiktivt köper och säljer data. Mariposa kommersialierades i företaget Cohera vilket 2001 köptes av Peoplesoft.

## Publikationer

### Artiklar (i urval)
- Michael Stonebraker, Paul M. Aoki, Witold Litwin, Avi Pfeffer, Adam Sah, Jeff Sidell, Carl Staelin, Andrew Yu, Mariposa: A Wide-Area Distributed Database System VLDB Journal 5(1), p48-63 (1996).
- Abraham Silberschatz, Michael Stonebraker, Jeffrey D. Ullman, Database Systems: Achievements and Opportunities CACM 34(10), p110-120 (1991).
- Michael Stonebraker, Lawrence A. Rowe, The Design of Postgres SIGMOD 1986, p340-355.
- Michael Stonebraker, Eugene Wong, Peter Kreps, Gerald Held, The Design and Implementation of INGRES TODS 1(3), p189-222 (1976).

### Böcker
- Readings in Database Systems (med J. Hellerstein) (1998) ISBN 1-55860-252-6
- Object-Relational DBMSs: Tracking the Next Great Wave (1996) ISBN 1-55860-452-9
- Incremental Migration of Legacy Systems (med Michael Brodie) (1995)